# Еврейское кладбище (Санкт-Петербург)
Евре́йское кла́дбище  — (упоминается и как Преображе́нское евре́йское) кладбище в Санкт-Петербурге, существует с 1875 года как отдельный иноверческий участок Преображенского кладбища (ныне — Памяти жертв 9-го января, общая площадь — 27,4 га). Кладбища разделены полотном Октябрьской железной дороги, а с начала XX века были разделены и административно. Адрес кладбища: проспект Александровской Фермы, 14.

## История создания
Согласно распоряжению императора Александра I лиц иудейского вероисповедания с 1802 года хоронили на специально отведённых участках Смоленского и Волковского кладбищ, молельня для отпевания усопших была на Волковском лютеранском кладбище. Наконец в 1871 году последовало высочайшее повеление об устройстве за счёт города нового кладбища — Преображенского. В 1872 году Комиссией по устройству загородных кладбищ был приобретён участок близ станции Обухово Николаевской железной дороги. Слева от дороги (с северо-восточной стороны) — для иноверческих захоронений, справа (с юго-западной стороны) — для православных. На участке по соседству с еврейским, ближе к железной дороге расположились участки под евангелическо-лютеранские, римско-католические, магометанские и караимские захоронения.

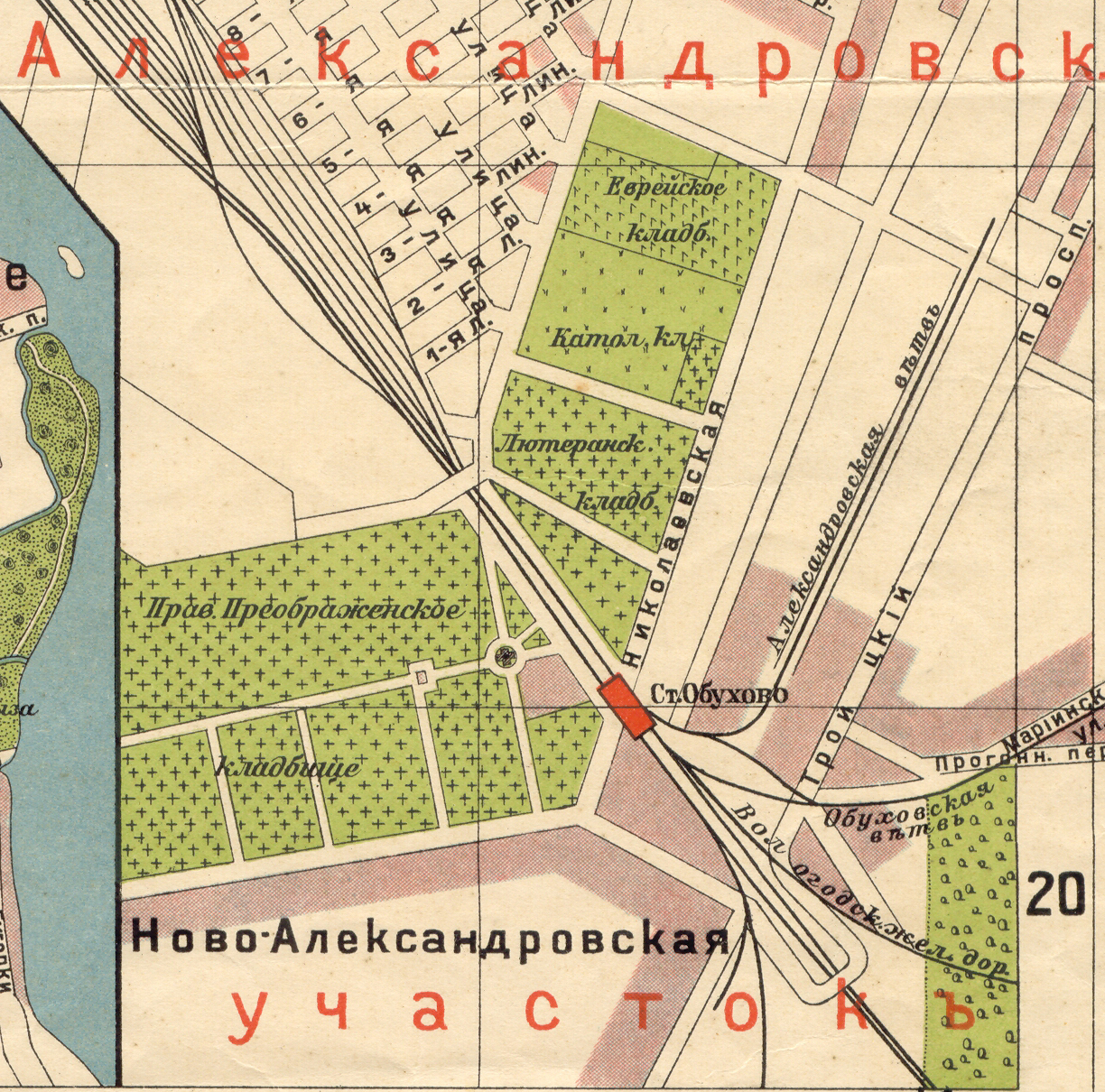
Кладбище на плане 1913 года

К открытию в 1875 году был выстроен деревянный двухэтажный дом для омовения и отпевания по проекту И. И. Шапошникова. Также были построены хозяйственные сооружения и жилое здание для сторожа, раввина и могильщиков. 16 февраля 1875 года состоялось торжественное открытие нового кладбища, а 2 марта было сделано первое захоронение — двух работников Охтинского порохового завода, погибших при взрыве (стела из песчаника в форме скрижалей сохранилась и доныне). В 1898 году вокруг кладбища была возведена кирпичная стена, крытая черепицей. Дом омовений, просуществовав несколько лет, сгорел при пожаре. Специальным советом было принято решение о строительстве каменного здания.
С 1919 года захоронения на лютеранском и католическом участках больше не велись. От примыкающего с юго-востока кладбища караимов к настоящему времени сохранилось семь надгробий. Находящийся в дальнем левом углу караимский участок ныне включён в общую территорию еврейского кладбища. 
В годы Великой Отечественной войны на кладбище появилась братская могила моряков Балтийского флота, а также братская могила ленинградцев, погибших в период обороны города.
Новые погребения были полностью запрещены решением Ленгорисполкома в 1968 году. Допускались лишь отдельные захоронения урн в уже существующие могилы.
В постсоветское время кладбище неоднократно подвергалось вандализму. С 2005 года директором кладбища является Аркадий Масенжник. С 2007 года ведётся реконструкция кладбища. Тогда же вместе с представителями Большой хоральной синагоги была проведена перепись всех похороненных и последующая оцифровка данных, что заняло полгода. По словам директора на официальном сайте кладбища «сидят евреи со всего мира. Находят предков и приезжают».
В настоящее время кладбище сохраняется как действующее со смешанным способом погребения. Захоронения проходят чаще всего в родственные могилы, не более 4—6 в месяц. Обязательным условием остаётся отсутствие какой-либо православной атрибутики.

## Дом омовения и отпевания

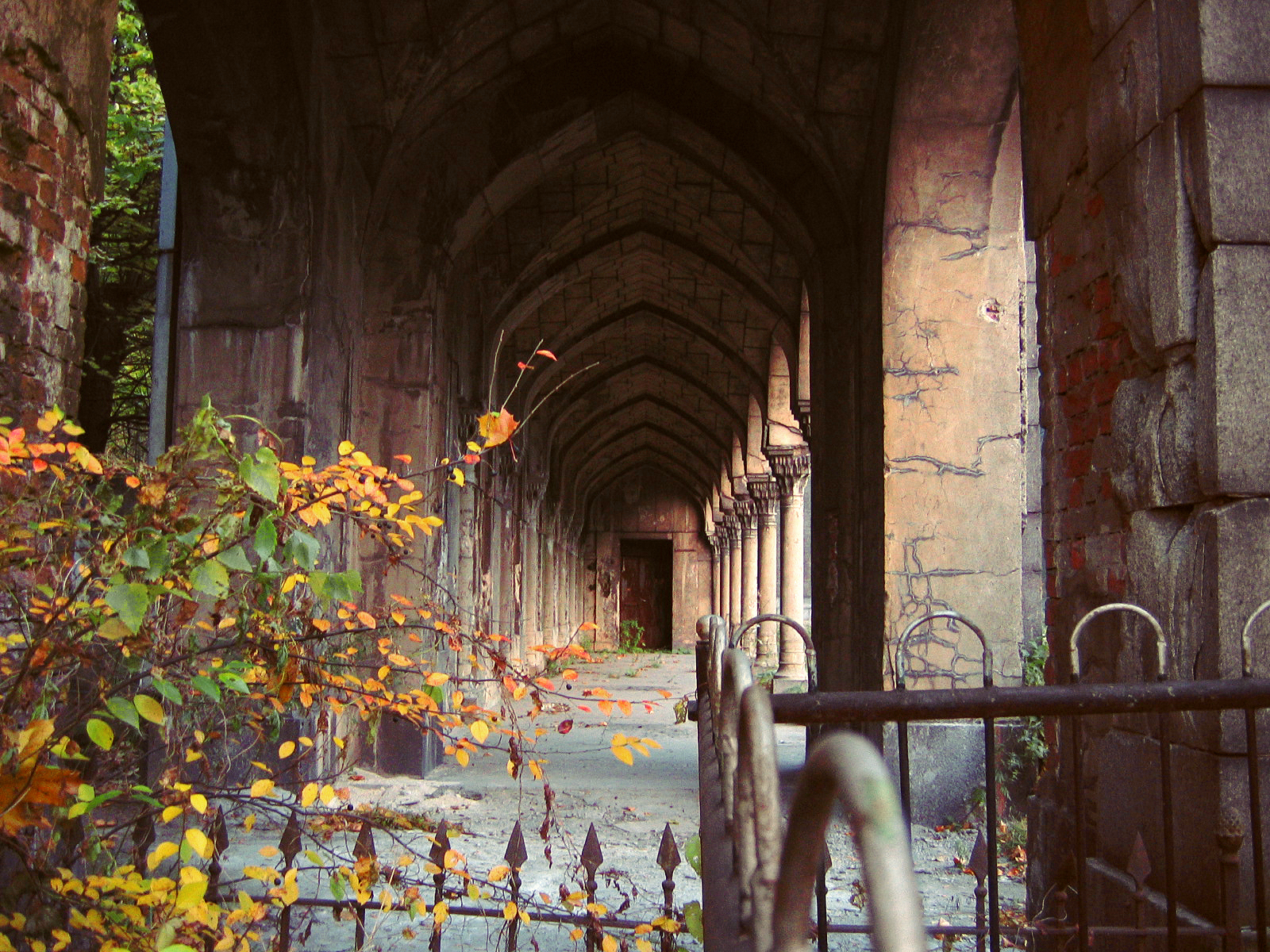
Левая галерея аркады, 2004 год

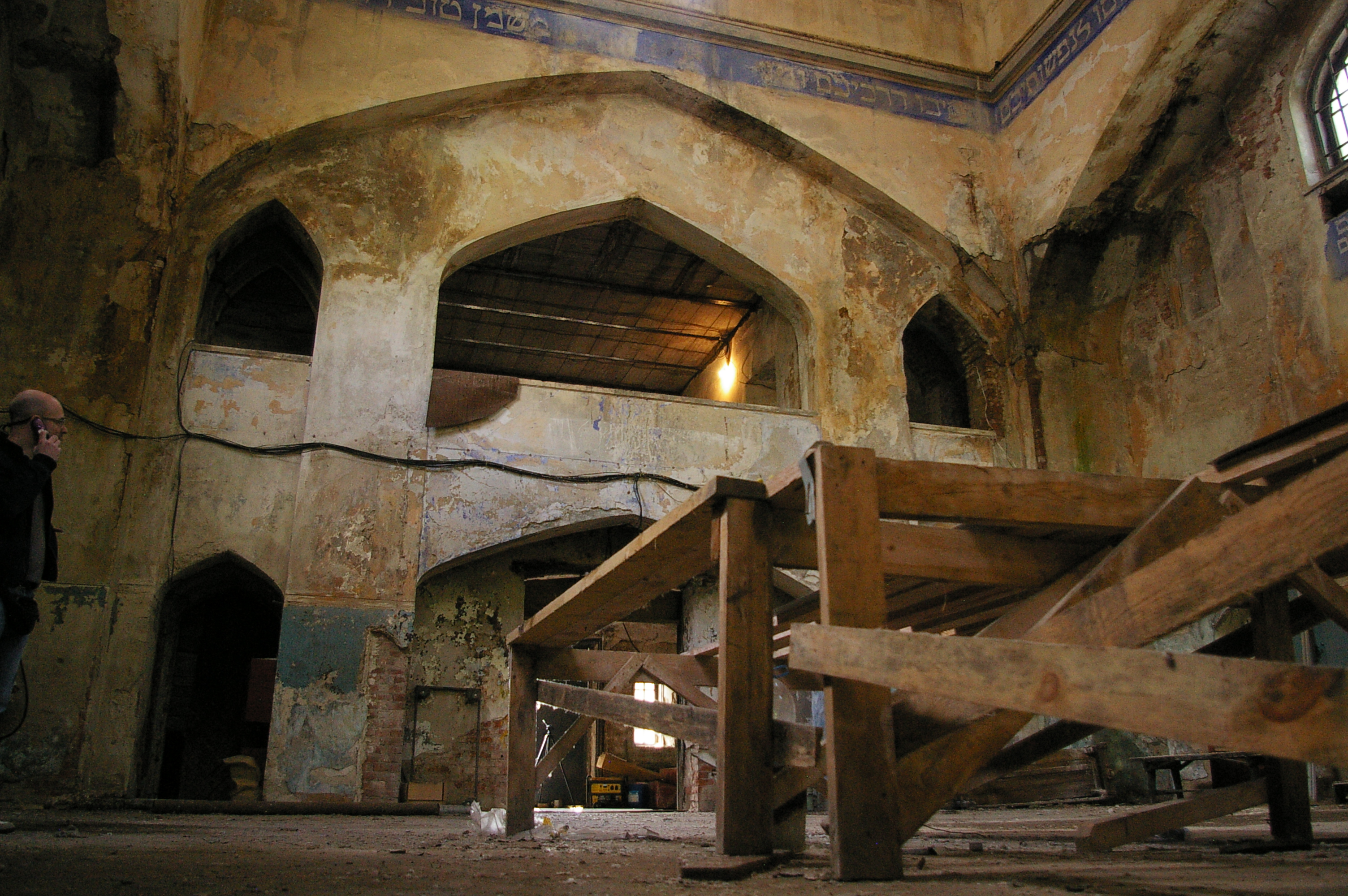
Главный зал, 2005 год

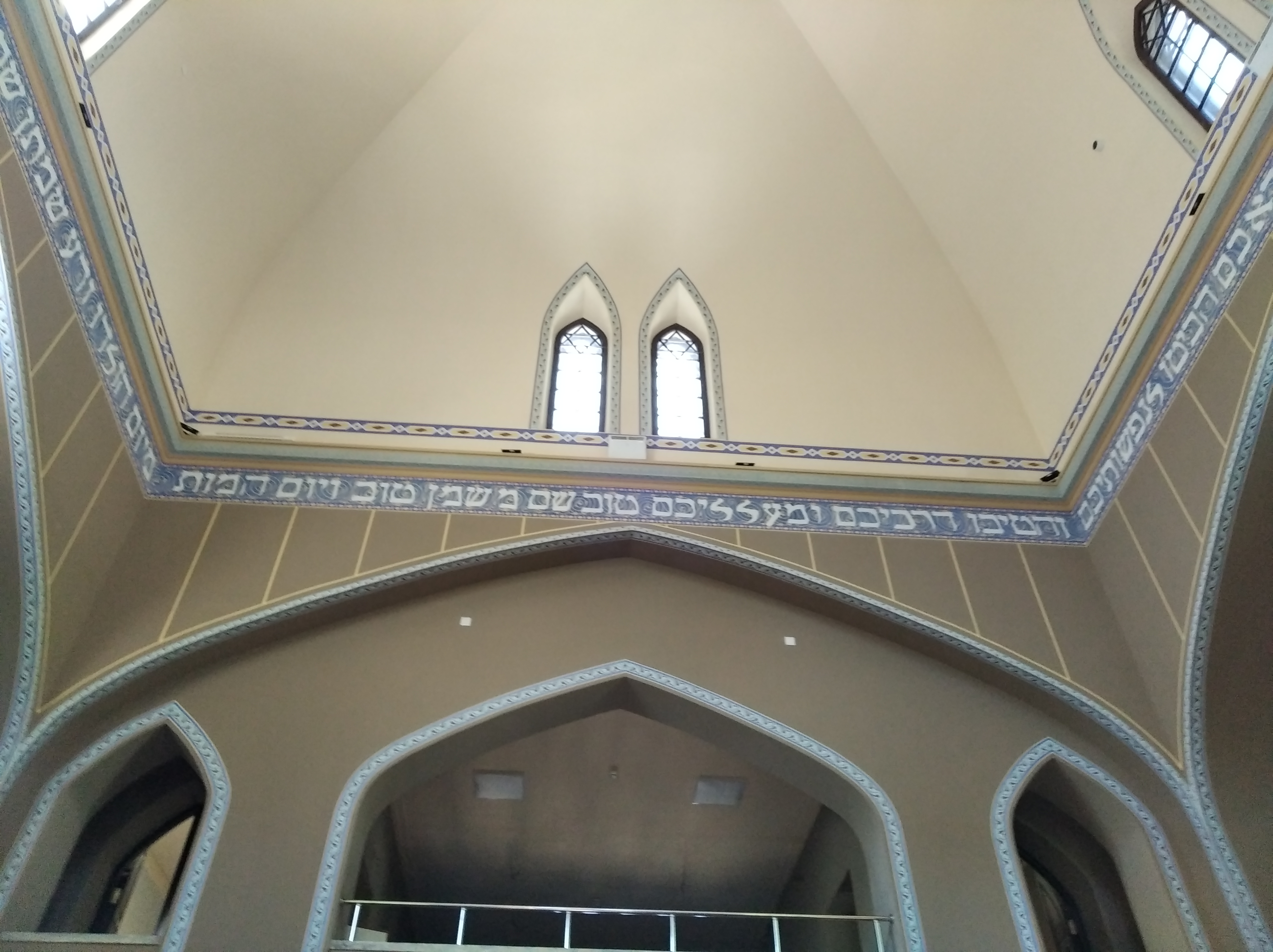
Фриз главного зала, 2023 год

Каменное здание было построено по распоряжению хозяйственного правления Санкт-Петербургской синагоги на средства еврейской общины при щедром пожертвовании Моисея Гинцбурга, основателя торгового дома «М. Гинсбург и К». Был объявлен конкурс, в котором приняли участие 9 проектов, победителем стал одессит Я. Г. Гевирц. Закладка Дома омовения состоялась в сентябре 1908 года. Проект был доработан при участии С. Г. Гингера, подключённого к строительству, в результате главное здание было дополнено боковыми крыльями и боковыми галереями (украшенными каменными табличками с рельефными надписями — отрывками из Псалмов), фланкирующими передний двор (курдонёр). 
Непростая задача перекрытия центрального ступенчато повышающегося объёма решалась путём замены кирпичной кладки железобетоном, для этого были привлечены инженеры петербургского товарищества «Железо-Бетон».
Освящение Дома омовения состоялось 23 сентября 1912 года. В память этого события была выпущена брошюра с изложением торжественного ритуала и текстами молитв.
Дом омовения не закрывался и в годы Великой Отечественной войны.
 В позднее советское время в здании проводился только косметический ремонт, когда были закрашены живописные элементы отделки молитвенного зала. Ритуальная мебель, центральная люстра, фрагменты исторической метлахской плитки полов к этому времени были утрачены. Единственный сохранившийся предмет декоративно-прикладного искусства — люстра в зале ожидания.
 К 1990-м годам строение сильно обветшало, повреждения медного покрытия купола привели к многочисленным протечкам и разрушению внутренней отделки. Также в помещениях случилось несколько возгораний. В конце 1990-х — начале 2000-х годов предпринимались отдельные попытки реставрации здания. В 2008 году Дом омовения был передан в бессрочное безвозмездное пользование Санкт-Петербургской еврейской религиозной общине. В настоящее время ведётся реставрация с привлечением государственной  историко-культурной  экспертизы.

## Похороненные на кладбище
Среди более 80 тыс. могил на территории кладбища есть захоронения граждан, внёсших значительный вклад в историю искусства, науки и религии Санкт-Петербурга и России. Также много и Героев Советского Союза.

Объекты культурного наследия
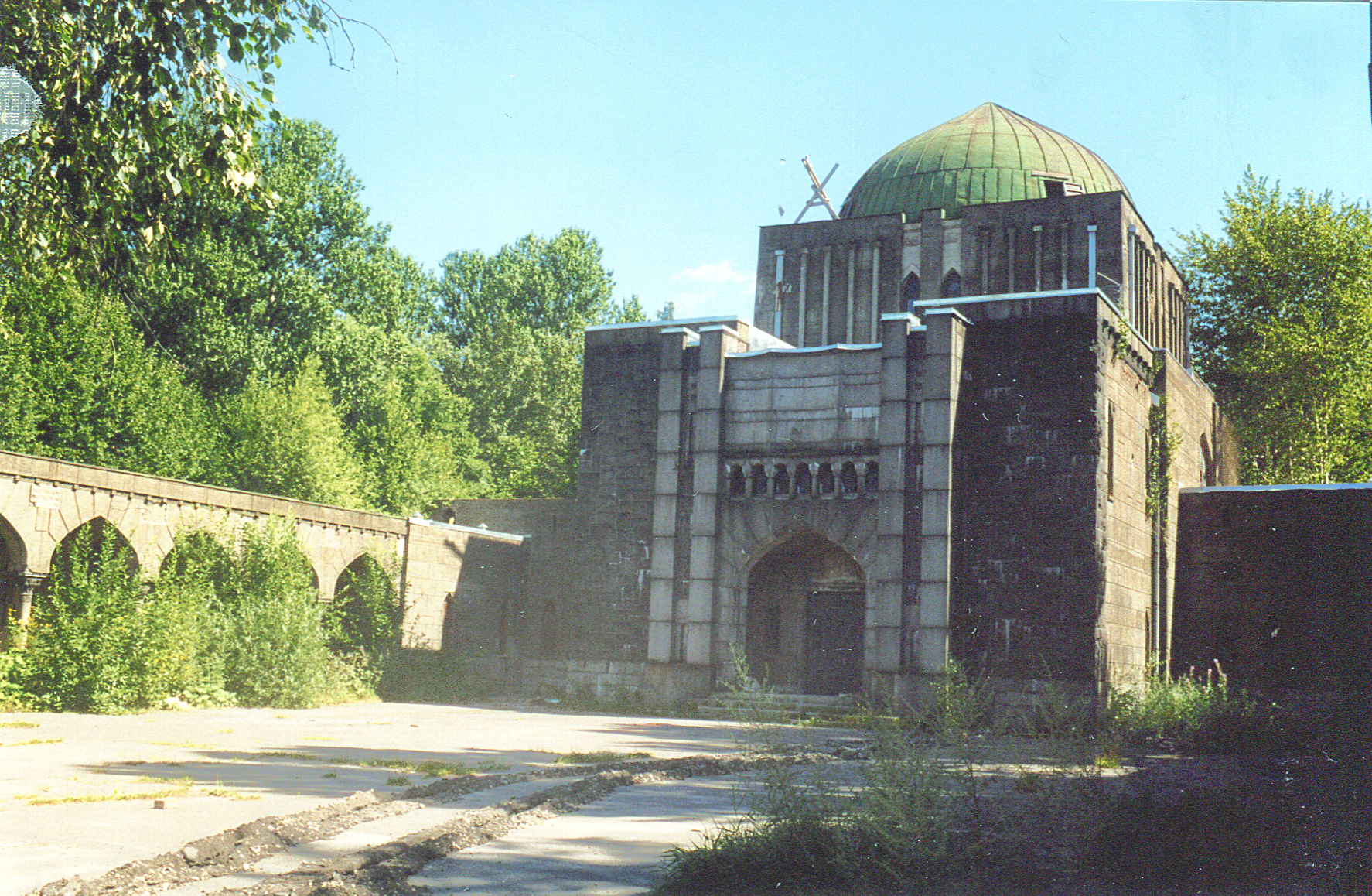
Молитвенный дом омовения с аркадой
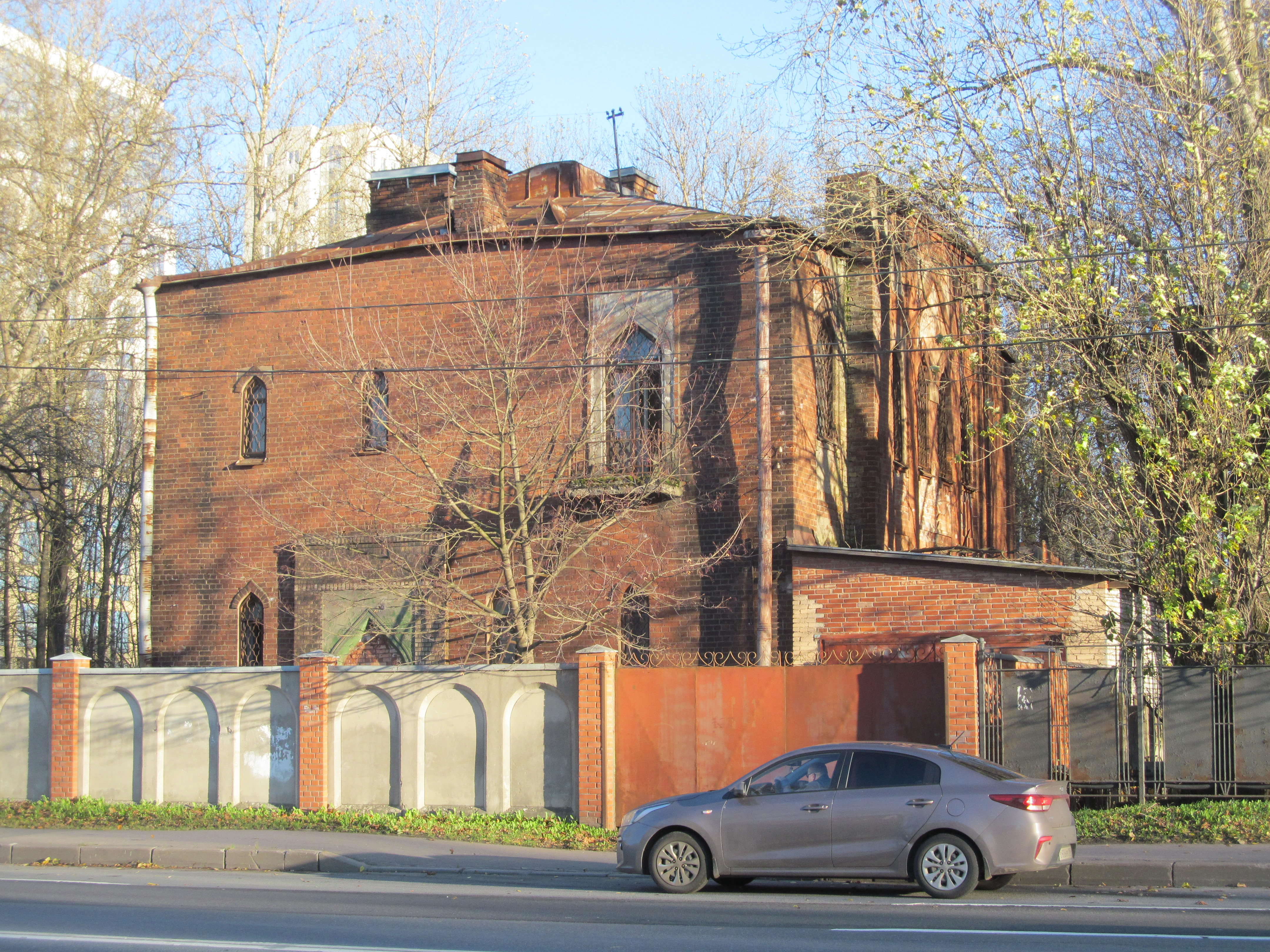
Служебный дом
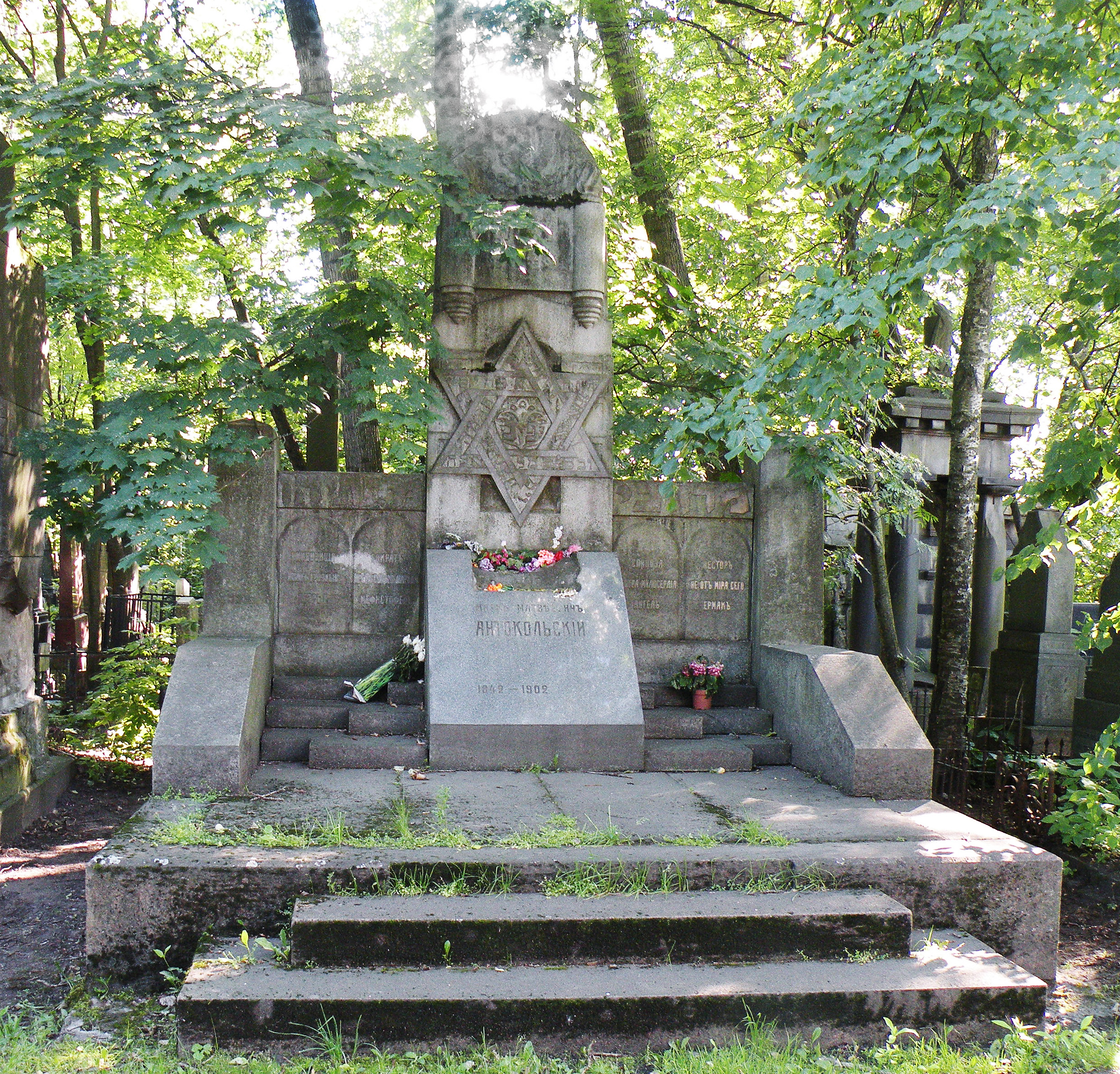
Могила скульптора М. М. Антокольского (1843—1902)
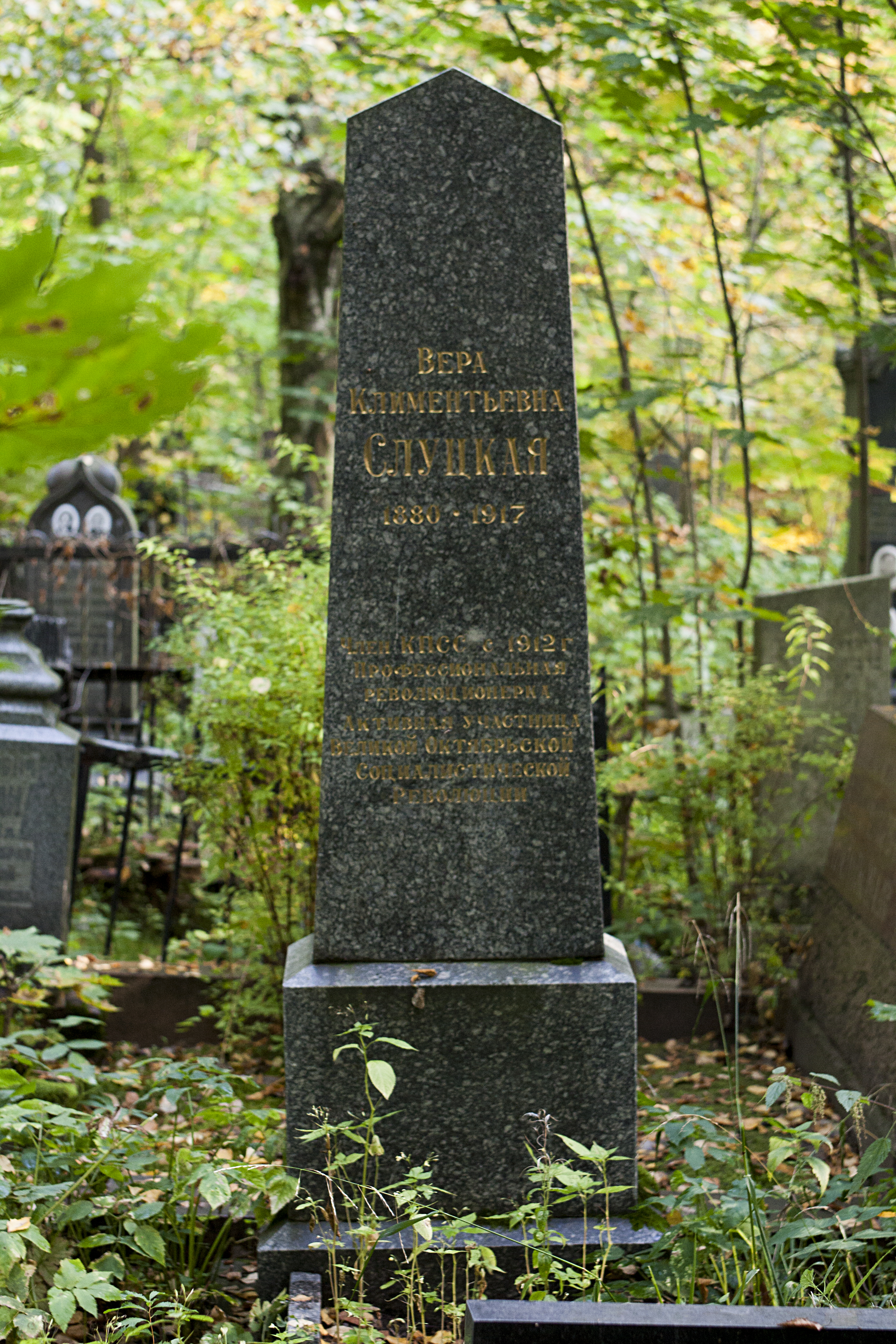
Могила революционерки В. К. Слуцкой
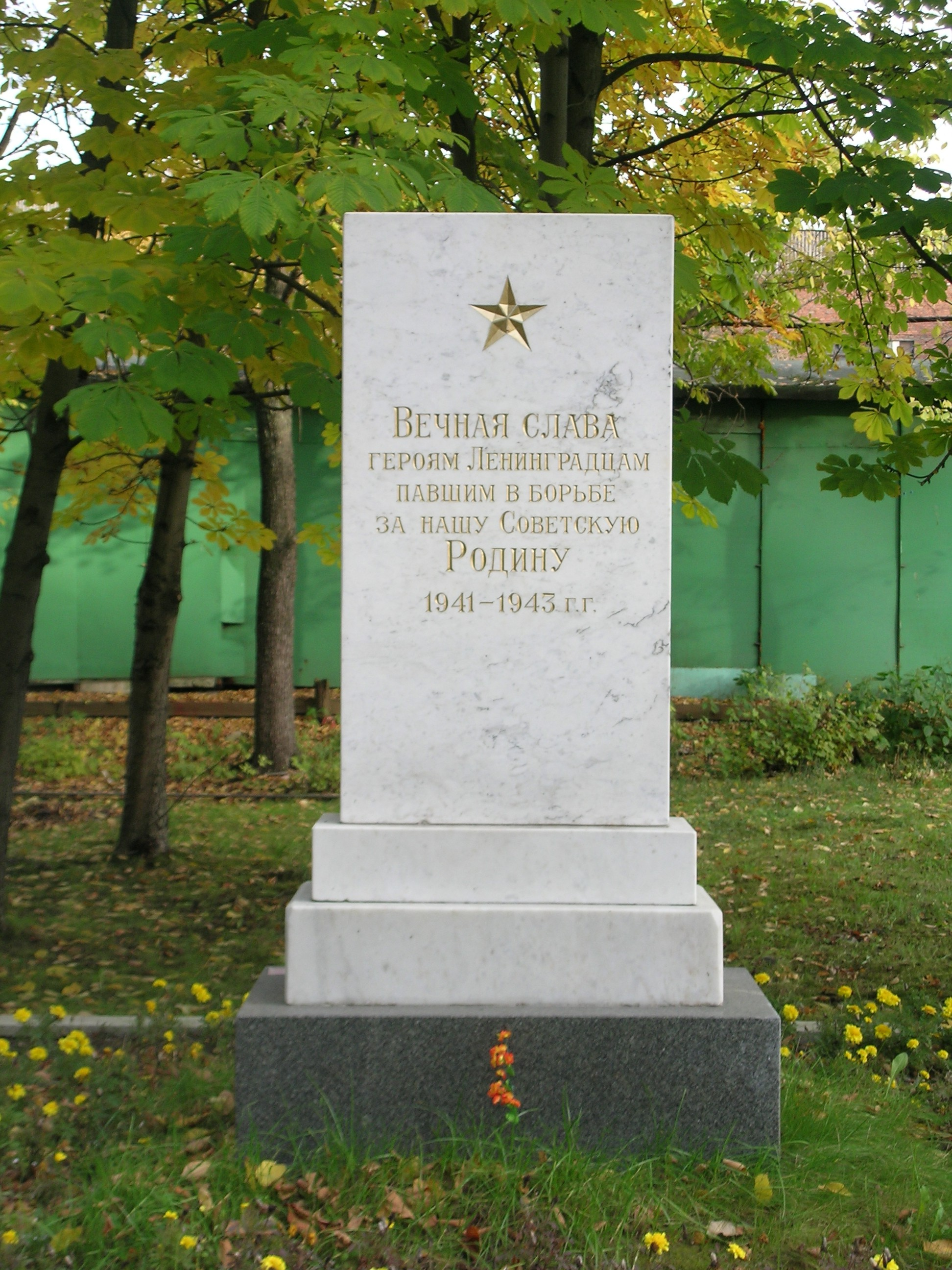
Братская могила моряков, погибших в годы ВОВ
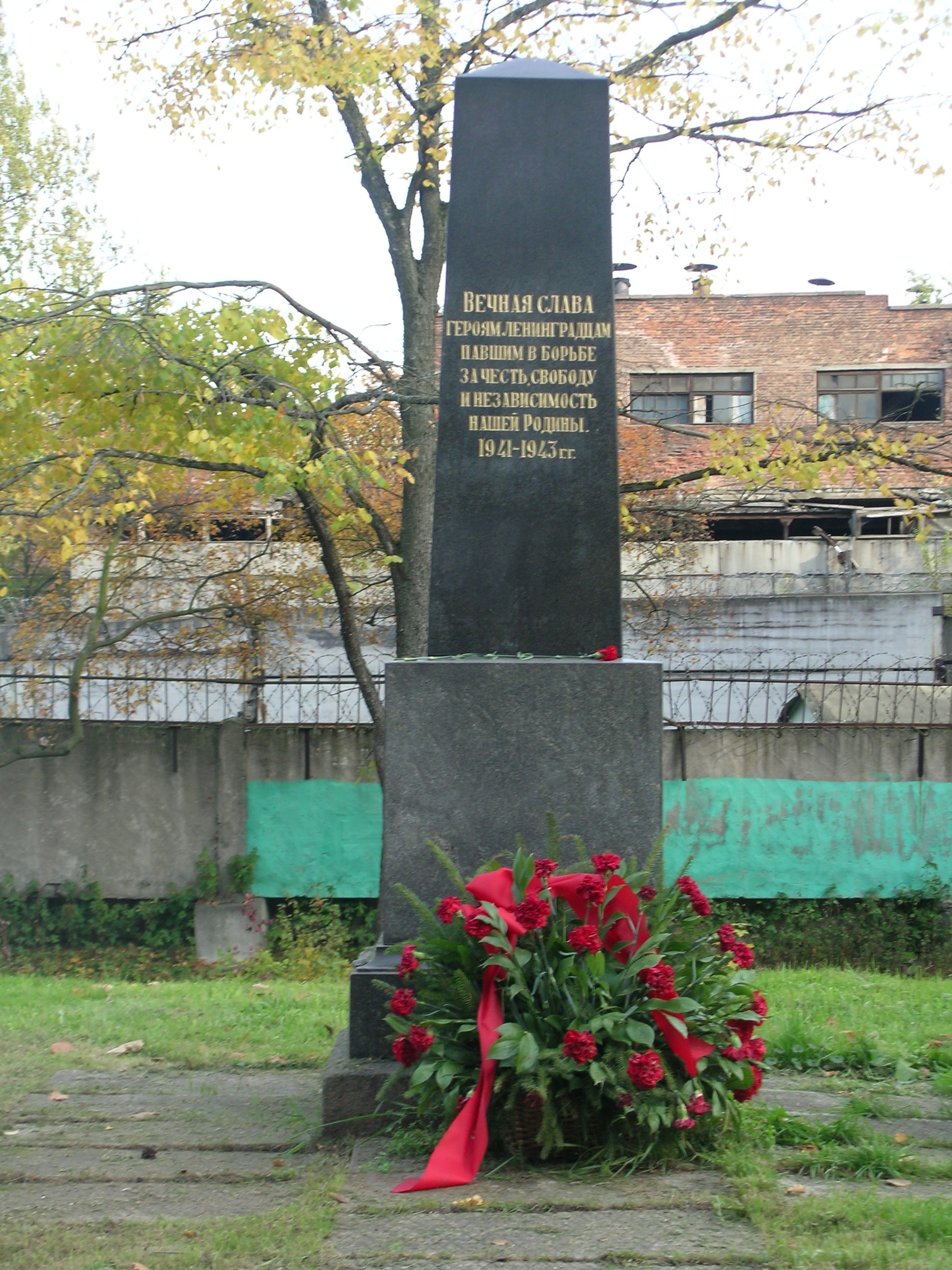
Братская могила жителей Ленинграда, погибших в войну